# William Nierenberg

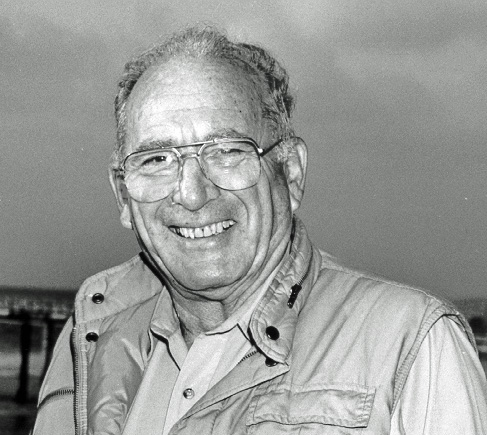
William Aaron Nierenberg

William Aaron Nierenberg (* 13. Februar 1919 in New York City; † 10. September 2000 in La Jolla) war ein US-amerikanischer Physiker.
Nierenberg studierte am City College of New York (Bachelor 1939) und an der Columbia University, wo er 1942 seinen Master-Abschluss machte. Im Zweiten Weltkrieg arbeitete er am Manhattan Project unter Harold Urey an Methoden der Uran-Anreicherung mit. 1947 wurde er an der Columbia University promoviert. Schon zuvor war er dort ab 1946 Instructor in Physik. 1947 arbeitete er außerdem für die US Navy an Fragen der radioaktiven Verseuchung und Dekontaminierungsmethoden für Schiffe.
1948 wurde er Assistant Professor an der University of Michigan, 1950 wurde er Associate Professor und 1954 Professor an der University of California, Berkeley. Gleichzeitig war er 1950 an der Gründung der Hudson Laboratories in Dobbs Ferry, New York, beteiligt, deren Direktor er 1954/54 war und wo er an akustischer U-Boot-Detektion arbeitete. 1958 wurde er Sloan Research Fellow.
Ab 1965 war er bis 1986 Direktor des Scripps Institute of Oceanography in San Diego und gleichzeitig seit 1969 Vice Chancellor of Marine Sciences der University of California, San Diego. 1960 bis 1962 war er Assistant Secretary General for Scientific Affairs der NATO.
Nierenberg war Mitglied der JASON Defense Advisory Group. 1965 wurde er in die American Academy of Arts and Sciences gewählt, 1971 wurde er Mitglied der National Academy of Sciences und 1975 der American Philosophical Society. 1958 bis 1960 war er Berater der National Security Agency. 1958 bis 1960 war er im Beratungsgremium des US-Präsidenten für U-Boot-Abwehr und 1962 bis 1964 in einem solchen für Auswärtige Angelegenheiten.
Nierenberg war eine zentrale Figur in der organisierten Leugnung der globalen Erwärmung.